# Leonor Gonzaga, Duquesa de Urbino
Leonor Gonzaga (em italiano Eleonora Gonzaga; 31 de dezembro de 1493 - 13 de fevereiro de 1570) era a sétima filha de Francisco II Gonzaga, Marquês de Mântua, e de Isabel d'Este. O seu pai era um conhecido libertino e a mãe uma generosa mecenas das artes.

## Biografia
Em 25 de setembro de 1509, casou com Francisco Maria I Della Rovere, duque de Urbino, filho de João Della Rovere, duque de Sora e senhor de Senigália, e de Joana de Montefeltro. Leonor era ainda sobrinha do Papa Júlio II.
Leonor, que foi responsável pelo governo interno de Urbino durante o exílio do seu marido, foi ela própria, uma importante mecenas das artes. Era uma princesa de elevada cultura, tendo feito amizade com Pietro Bembo, Jacopo Sadoleto, Baldassare Castiglione, bem como com Torquato Tasso.
Ticiano retratou-a formalmente, em 1537, quadro executado juntamente com o retrato de seu marido. No entanto, a sua face pode ser reconhecida em três outras obras de Ticiano da mesma altura: La Bella, Menina com manto de peles e, possivelmente, a Venus de Urbino, este último patrocinado por seu filho, o duque Guidobaldo II.

## Descendência
Do seu casamento com Francisco Maria, Leonor teve doze filhos, dos quais apenas cinco atingiram a idade adulta:
1. Guidobaldo (1514-1574), que sucedeu ao pai como Duque de Urbino, com geração;
2. Hipólita (Ippolita) (1525-1561), casou com António d’Aragona, duque de Montalto (neto do rei Fernando I de Nápoles), com geração;
3. Isabel (Elisabetta) (1529-1561), casou com Alberico I Cybo-Malaspina, Príncipe de Massa e Marquês de Carrara, com geração;
4. Júlia (Giulia) (1531-1563), casou com Afonso d'Este, Senhor de Montecchio, de quem descendem os duques de Módena;
5. Júlio (Giulio) (1533–1598) nomeado cardeal,mas com geração que veio a ser legitimizada;